# Campionat del Món de Trial 1988
La temporada de 1988 del Campionat del Món de trial fou la 14a edició d'aquest campionat, organitzat per la FIM. El calendari oficial constava de 12 proves puntuables, celebrades entre el 6 de març i l'11 de setembre.
Thierry Michaud va guanyar el seu tercer i últim títol mundial amb Fantic, en un emocionant duel durant tota la temporada amb el campió de l'any anterior, Jordi Tarrés. Michaud va obtenir cinc victòries durant la temporada i Tarrés quatre; en arribar a la darrera i decisiva prova, Polònia, tots dos estaven empatats a 182 punts, de manera que Tarrés havia de superar Michaud si volia revalidar el títol. Finalment, Michaud va guanyar i Tarrés va acabar-hi tercer, de manera que el títol fou per a l'occità, amb un avantatge final de cinc punts envers el català.

## Novetats
Donato Miglio va canviar de Garelli a Fantic, on tenia de companys Michaud i Steve Saunders. L'italià va quedar tercer darrere de Tarrés i davant de Saunders, havent guanyat fins i tot una prova (Suècia). Eddy Lejeune va abandonar Honda després de nou anys i va fitxar per Merlin, amb la qual va quedar sisè al campionat. Per primera vegada des de 1975, Honda es quedava sense representació al mundial de trial.

## Sistema de puntuació
Barem de puntuació a partir de 1984:
| Posició | 1  | 2  | 3  | 4  | 5  | 6  | 7 | 8 | 9 | 10 | 11 | 12 | 13 | 14 | 15 |
| Punts   | 20 | 17 | 15 | 13 | 11 | 10 | 9 | 8 | 7 | 6  | 5  | 4  | 3  | 2  | 1  |

## Calendari
| Ronda | Data           | Prova         | Lloc                    | Guanyador       |
| ----- | -------------- | ------------- | ----------------------- | --------------- |
| 1     | 6 de març      | Espanya       | Sant Llorenç de Morunys | Thierry Michaud |
| 2     | 20 de març     | Gran Bretanya | Waterlooville           | Steve Saunders  |
| 3     | 26 de març     | Irlanda       | Newtownards             | Thierry Michaud |
| 4     | 17 d'abril     | Luxemburg     | Warken                  | Thierry Michaud |
| 5     | 24 d'abril     | Alemanya      | Osnabrück               | Thierry Michaud |
| 6     | 29 de maig     | Àustria       | Heinrichs bei Weitra    | Jordi Tarrés    |
| 7     | 5 de juny      | França        | Montbrison              | Thierry Girard  |
| 8     | 12 de juny     | Bèlgica       | Bilstain                | Jordi Tarrés    |
| 9     | 17 de juliol   | Itàlia        | Piano Rancio            | Jordi Tarrés    |
| 10    | 21 d'agost     | Suècia        | Kinna                   | Donato Miglio   |
| 11    | 28 d'agost     | Finlàndia     | Vantaa                  | Jordi Tarrés    |
| 12    | 11 de setembre | Polònia       | Myślenice               | Thierry Michaud |

Notes
1. ↑  A la Baixa Àustria
2. ↑  A la província de Como, Llombardia

## Classificació final
| Posició | Pilot              | Motocicleta  | Punts |
| ------- | ------------------ | ------------ | ----- |
| 1       | Thierry Michaud    | Fantic       | 202   |
| 2       | Jordi Tarrés       | Beta         | 197   |
| 3       | Donato Miglio      | Fantic       | 169   |
| 4       | Steve Saunders     | Fantic       | 156   |
| 5       | Diego Bosis        | Aprilia      | 137   |
| 6       | Eddy Lejeune       | Merlin       | 108   |
| 7       | Thierry Girard     | Yamaha       | 85    |
| 8       | Philippe Berlatier | Montesa/Beta | 73    |
| 9       | Renato Chiaberto   | Beta         | 70    |
| 10      | Peter Jahn         | Beta         | 68    |
| 11      | Andreu Codina      | Gas Gas      | 58    |
|         |                    |              |       |
| 14      | Lluís Gallach      | Mecatecno    | 33    |
|         |                    |              |       |
| 17      | Gabino Renales     | Montesa      | 18    |